# Svatošova 8 (Tábor)
Měšťanský dům s adresou Svatošova 8 se nalézá v hlavní části městské památkové rezervace v Táboře (čj. 36.568/61-V/2), v blízkém okolí Žižkova náměstí a jeho pozdně gotické radnice. 

## Popis

### Historie
Dům čp. 26, stojící na nepravidelném pozemku p. č. 371 o výměře 232 m², je průčelím obrácen do ulic Svatošovy a Křížkovy. Původně objekt tvořily dva sousední domy, čp. 26 a 27, k rozdělení a přidělení dvou čísel popisných došlo až v roce 1803. Nárožní dům dostal číslo 26, řadový do Křížkovy ul. číslo 27 (dnes kulturní památka rejst. č. ÚSKP 24125/3-5312).
Dům má gotický původ, dnešní podoba je z počátku 19. století. V roce 1906 byla provedena dílčí rekonstrukce, odstraněny klenby a nahrazeny rovným stropem, v roce 1925 byl v přídomčí postaven komín. V roce 1939 byl dům pro špatný technický stav označen za neobyvatelný.Při přestavbě v roce 1940 byl nově vybudován zadní trakt se schodištěm a zřízeno nové podkroví. V roce 1970 byla provedena nařízená povinná údržba střechy.

### Architektura
Hlavní průčelí domu je dvouosé. Štít je dvouetážový, v základě trojúhelníkového tvaru, spodní díl rámují úseky volut. Vrchol horního dílu štítu tvoří uprostřed obloukově vyklenutá římsa, štukem je naznačeno původní malé okénko (dnes zazděné), jeho profilovaná šambrána má uprostřed polokruhově vyklenuté nadpraží. Boční strany domu mají novodobou úpravu, barokizující štítky podkroví, s nejzdobnější západní fasádou.
Okna do ulice mají světlé, obdélné malované šambrány. Nad okny pod hlavní římsou domu je štukem orámovaný čtyřlist.
Nároží jsou opatřena kamennými patníky – na severozápadním nároží se jedná o kamenicky zpracovaný prvek, přemístěný sem z jiné stavby. Branka do dvora má oblouk vyklenutý nadpražím.
V domě jsou sklepy s historickými valenými klenbami gotického původu, doplněné obloukovými cihelnými pasy. Patrné je zde původní spojení čp. 27 a 26. V současnosti má čp. 26 sklep ve třech úrovních, nejnižší 8,5 metru pod úrovní dvora, u vstupu je gotický okosený portálek.

### Kulturní památka
Dům je veden jako nemovitá kulturní památka, rejst. č. ÚSKP 37338/3-4608 - měšťanský dům. Dům je v soukromém vlastnictví. Stavem kulturních památek a kontrolou jejich užívání se zabývá odbor rozvoje MÚ Tábor, který také zajišťuje státní správu na úseku památkové péče a řeší většinu otázek, týkajících se památek i památkově chráněného území.Město Tábor je také od roku 1993 aktivně zapojeno do Programu regenerace městských památkových rezervací (MPR) a městských památkových zón (MPZ).
Již v roce 1962 bylo historické jádro Starého Města vyhlášeno národní kulturní památkou (č. 251/1962 Sb.), jako v jediném městě v té době v ČSSR. Tato centrální část města, jejíž součástí je i dům Svatošova 26/8, je protkána hustou sítí křivolakých uliček, skoro v každé z nich lze nalézt památkově chráněný dům. Většinou jde o renesanční památky, především o řadu měšťanských domů (cca 153 nemovitostí, z toho v soukromém vlastnictví 60%, ve vlastnictví obce 32%), s jejich charakteristickými prvky (obloučkovými štíty, freskami, sgrafity).
Současnost se zde prolíná s minulostí,s historickou atmosférou jeho ulic a domů, jako je např. i dům Svatošova 8, a i proto je Tábor označován za jedno z nejmalebnějších měst v České republice.

## Táborská síť sklepení
V celém městě je rozsáhlá síť sklepů z 15. a 16. stol.(tzv. „lochů“), vyhloubených ve skalním podloží, někdy v hloubce až 16 metrů. Řadí se mezi technické památky pozdního středověku. Některé z nich byly postupně propojeny a vytvořily jakýsi podzemní labyrint, dnes dlouhý cca 800 metrů, poprvé zpřístupněný veřejnosti v roce 1937 (tehdy šlo o prohlídku několika samostatných sklepů). Stávající prohlídková trasa Husitského muzea vznikala až po 2. světové válce, končila v domě U Lichviců (do cca devadesátých let, pak byla trasa zkrácena a vychází se už pod sousedním domem - Ctiborův dům). Dříve sklepy plnily funkci skladovací (potravin i majetku) a obrannou (nepřítel i požáry).

### Fotografie
- https://www.visittabor.eu/mestanske-domy
- https://sechtl-vosecek.ucw.cz/ulicky.html